# Хреља
Хреља (Хреља Охмућевић) (умро 1342) био је великаш српске средњовековне државе и протосеваст под краљем Стефаном Душаном. 
Зна се да је био у служби већ у доба краља Милутина. Први пут се спомиње 1328. године са насловом војводе када га је краљ Стефан Дечански послао да помогне византијском цару Андронику II против његовог побуњеног унука Андроника III. Хреља је са војском био у Струми и Серу, али се није умешао у борбе видећи да је млађи Андроник много снажнији. За своје услуге Хреља је од краља Дечанског добио у власт подручје око града Струмице, а од Андроника II титулу протосеваста. 
Године 1340. за време болести краља Стефана Душана и успеха Византинаца на јужној граници Србије, Хреља прилази Византинцима и предаје им своје градове. За узврат од византијског цара добија титулу кесара. Но, када се ускоро Душан поново посветио својој држави, Хреља је своју област повратио старом господару и то још проширену за град Мелник, који је у међувремену заузео од Јована Кантакузина. Изгледа да га све ово није искупило па је ускоро приморан да се замонаши, а краљ Душан преузима његову област. Одлази у Рилски манастир где постаје монах Харитон и децембра 1342. године ту умире. У Рилском манастиру је саградио своју високу кулу - пирг 1334-1335. године (на којој се налази сачувана спомен-плоча), а ту још постоји његов гроб. 
Поред Риле Хреља је подигао и цркву Светих Арханђела у Штипу.
Хрељина личност нашла је одјека у епским народним песмама где се он спомиње као Реља Крилатица или Реља од Пазара, побратим Краљевића Марка.

## Хреља у време владавине Стефана Дечанског
Хрељин успон отпочиње још у време владавине краља Милутина. О томе нема директних података, будући да се у наративним изворима Хреља помиње тек пред крај владавине краља Стефана Дечанског, Милутиновог старијег сина и наследника. Србија се тада меша у грађански рат у Византијском царству. Стефан Дечански подржао је Андроника II у борби против Андроника III. Српски краљ послао је старијем Андронику војну помоћ, коју је предводио Хреља. По Нићифору Григори, Хреља је био „први међу свима по храбрости и војничком искуству“. „Историја“ Јована Кантакузина допуњује податке које је оставио Григора. По Кантакузину, Хреља је предводио дванаест тагми. Данас се не може знати колика је била војна помоћ коју је српски краљ послао Андронику II, али по Григори и Кантакузину она није била мала.
Хреља се показао као искусан војсковођа, избегавајући да се беспотребно упушта у окршаје са војском млађег Андроника. Његов став подржали су и византијски заповедници. Хрељина реч се поштовала у византијском табору. По његовом савету примљен је изасланик кога је млађи Андроник послао своме деди на преговоре. Када је ситуација почела да се развија у корист млађег Андроника, Хреља се са српским снагама повукао у Србију, где га је са нестрпљењем чекао српски краљ. Иако је српска властела била за то да се објави рат Царству, Хреља је саветовао Дечанског да се не упушта у такву авантуру. Краљ га је послушао, што је довело до пораза Андроника II.

## Хреља у време Душанове владавине
У наредним годинама нема вести о Хрељи. Било је то време крупних промена како у Србији, тако и на читавом Балканском полуострву. У бици код Велбужда 1330. године Србија односи победу над бугарским снагама Михаила Шишмана и тиме потврђује свој статус најјаче балканске силе. Следеће године долази до преврата у коме је збачен Стефан Дечански. Стефан Душан је на јесен 1331. године крунисан за краља у Сврчину. Није познато како се Хреља поставио у сукобу оца и сина. Будући да је и током Душанове владавине заузимао висок положај, у најмању руку није правио проблема младом претенденту у његовој борби за престо. 
Први податак о Хрељи у време владавине Душана тиче се подизања тзв. Рељине куле, односно пирга Светом Јовану Рилском. Хреља је подигао и нови манастирски комплекс, који је постојао у том облику све до 1834. године, када је срушен и на његовом месту подигнут нови. По једној повељи цара Душана из 1336. године, Хреља је подигао манастир Светих Арханђела у Штипу, богато га обдаривши поседима. Центар Хрељиних области у то време били су Штип, Рила и Струмица. Штип је могао бити најстарији Хрељин посед, кога је држао још у време Дечанског. Рилу је могао добити тек након битке код Велбужда, када се Србија шири у том правцу. Струмицу Срби заузимају током ратова са Византијом на почетку Душанове владавине. Нићифор Григора приписује Хрељи држање области све до Егејског мора. Михаило Динић сумња у истинитост његовог сведочанства.

### Одметање од српског краља
Следеће вести о Хрељи долазе из времена када се већ одметнуо од српског краља. Шта га је навело на такав поступак, данас није поуздано утврђено. Детаљније прилике биле би познате када би се знало тачно време у које се Хреља одметнуо. Године 1336. он је и даље био веран Душану, док су 1341. године они били у сукобу. Кантакузин сведочи да је до одметања дошло још за живота Андроника III, који је умро јуна 1341. године. Кантакузин не говори о мотивима који су Хрељу нагнали на такав чин. Он само бележи да је Хреља предао Андронику три града. Византијском цару Хреља је пришао заслугама Кантакузина. Нићифор Григора представља ствари другачије од Кантакузина. По Григори, Хреља се одметнуо од Душана и прогласио се независним владарем у долини реке Струме, од Струмице до Амфипоља. Михаило Динић је сматрао да одговор о Хрељином положају треба тражити негде у средини: он се свакако могао одвојити и овладати самостално, али се ради опстанка на власти морао приклонити византијском цару. Делимично сачувана повеља Андроника III, чије време издавања није познато, потврђује Хрељин дар манастира Светих Арханђела у Штипу Хиландару. Хреља је до приласка Андронику носио титулу протосеваста, али је током његове владавине обдарен титулом великог доместика.

### Преговори са Кантакузином
Хрељин значај расте након смрти цара Андроника и избијања грађанског рата у Византији. Он је господарио пространом облашћу у близини Солуна, другог по величини града у Византијском царству и располагао је приличним снагама. Хреља се укључује у грађански рат у Византији у време борби око Солуна. Повлачећи се према том граду, Кантакузин је упутио посланике великашу, упитавши га да ли је још увек пријатељски настројен према њему. Хреља је одговорио потврдно, али је недолазак српских снага у помоћ Кантакузину правдао страхом од напада супарничке стране на његове небрањене градове. Хреља је у замену за помоћ тражио град Мелник. Уз помоћ својих присталица у граду, Кантакузин је успео да га освоји, након чега је поново упутио позив Хрељи да му се придружи у нападу на Солун. Мелник је привремено остао под управом Кантакузиновог рођака Јована Асена. Како је Хреља и даље одуговлачио, Кантакузин се лично упутио ка његовој престоници са пратњом од свега 300 људи. Византијски цар дошао је Хрељи „на ноге“. Овај га је пријатељски дочекао. Утврђен је споразум, чији детаљи нису познати.

### Измирење са Душаном
Међутим, сагледавши ратну ситуацију, Хреља је проценио да му пријатељство са Кантакузином не може обезбедити заштиту од Душана. Стога је отпочео са нападима на Мелник, како би га предао српском краљу и тиме поново придобио његово поверење. Овакву слику даје Јован Кантакузин, док Григора поново даје другачији приказ. По Григори, Јован Асен је предао Мелник Хрељи по изричитом наређењу свога цара. Михаило Динић сматра да је Григора приказао истините догађаје, а Кантакузинову слику објашњава тежњом византијског цара да са себе скине одговорност са предаје тако значајног града без борбе. Изгледа да је том приликом Хреља добио и титулу кесара, са којом се помиње на надгробном натпису. 
На лето 1342. године Хреља поново признаје врховну Душанову власт. О Хрељи је било много разговора приликом преговора Кантакузина и Душана. Српски краљ је наводно најпре пристао да Хреља остане Кантакузинов вазал, али је убрзо променио мишљење и тражио и Хрељу и Мелник за себе. Како не би кршио договор, Кантакузин је пристао.

## Смрт
Хреља није живео дуго након ових догађаја. Децембра 1342. године он је већ мртав. Сачуван је надгробни натпис кесара Хреље. Умро је као монах Харитон 27. децембра 1342. године. Непосредно пре тога Хреља је имао извесну улогу у отпочињању преговора између краља Душана и Алексија Апокавка, Кантакузиновог противника. Јордан Иванов сматра да је Хреља умро насилном смрћу. О евентуалној умешаности Душана у Хрељину смрт нема директних података. Након Хрељине смрти, Душан заузима његове поседе.